# Michel Duffour
Pour les articles homonymes, voir Michel et Duffour.
Michel Duffour est un homme politique français, né le 8 novembre 1940, membre du Parti communiste français. Il est conseiller général des Hauts-de-Seine de 1967 à 1973 et de 1998 à 2004, sénateur de 1997 à 2000 et secrétaire d’État chargé du patrimoine et de la décentralisation culturelle de 2000 à 2002.

## Biographie

### Origines, formation, famille
Fils d’un inspecteur des PTT, Michel Duffour suit des études de lettres avant de devenir instituteur.
Il enseigne successivement à Meudon, à Rueil-Malmaison, à Bezons, puis à nouveau à Rueil tout au long des années 1960. Adhérant au Syndicat national des instituteurs dès ses débuts dans l’enseignement, il se marie avec une institutrice en 1962. Le couple habite à Rueil jusqu’en 1990 et a deux enfants.

### Carrière politique
Engagé au Parti communiste français (PCF) à partir de 1959, il est élu au comité central lors du XXIIe congrès du PCF (1976). Il est secrétaire de la fédération PCF des Hauts-de-Seine de 1983 à 1997.
En 1967, il est battu au deuxième tour des élections législatives dans la 8e circonscription des Hauts-de-Seine.
Il devient sénateur en 1997 en remplacement de Jacqueline Fraysse élue députée. Il est membre, puis vice-président de la commission des lois constitutionnelles, de législation, du suffrage universel, du règlement et d'administration générale. 
Il est un des artisans de la victoire de Robert Hue lors du XXXe congrès du Parti communiste en mars 2000[réf. nécessaire].
En mars 2000, il entre au gouvernement de Lionel Jospin comme secrétaire d'État au Patrimoine et à la Décentralisation culturelle.
Michel Duffour amorce une politique consacrée aux « nouveaux territoires de l'art » en commandant à Fabrice Lextrait en octobre 2000 un rapport sur les expériences menées dans les friches, les fabriques, les squats,.

## Detail des mandats
- 1964 1976 : Conseiller général du canton de Rueil-Malmaison (Hauts-de-Seine).
- Juin 1997 - mars 2000 : sénateur des Hauts-de-Seine
- Mars 1998 : Conseiller général des Hauts-de-Seine
- Mars 2000 - 2002 : Secrétaire d'État au Patrimoine et à la Décentralisation culturelle